# NBA All-Star Game 1992
Le NBA All-Star Game 1992 s’est déroulé le 9 février 1992 dans la Orlando Arena de Orlando. Le match s’est fini à 14 secondes de la fin car les joueurs voulaient féliciter Magic Johnson qui prenait sa retraite.

## Effectif All-Star de l’Est
- Larry Bird (Celtics de Boston) Blessé
- Michael Jordan (Bulls de Chicago)
- Joe Dumars (Pistons de Détroit)
- Charles Barkley (76ers de Philadelphie)
- Dennis Rodman (Pistons de Détroit)
- Isiah Thomas (Pistons de Détroit)
- Dominique Wilkins (Hawks d’Atlanta) Blessé
- Patrick Ewing (Knicks de New York)
- Mark Price (Cavaliers de Cleveland)
- Scottie Pippen (Bulls de Chicago)
- Brad Daugherty (Cavaliers de Cleveland)
- Kevin Willis (Hawks d’Atlanta)
- Michael Adams (Bullets de Washington)
- Reggie Lewis (Celtics de Boston)

## Effectif All-Star de l’Ouest
- Magic Johnson (Lakers de Los Angeles)
- James Worthy (Lakers de Los Angeles)
- Hakeem Olajuwon (Rockets de Houston)
- David Robinson (Spurs de San Antonio)
- Karl Malone (Jazz de l’Utah)
- Dikembe Mutombo (Nuggets de Denver)
- Clyde Drexler (Trail Blazers de Portland)
- John Stockton (Jazz de l’Utah)
- Chris Mullin (Warriors de Golden State)
- Tim Hardaway (Warriors de Golden State)
- Dan Majerle (Suns de Phoenix)
- Jeff Hornacek (Suns de Phoenix)
- Otis Thorpe (Rockets de Houston)

## Concours
Vainqueur du concours de tir à 3 points : Craig Hodges
Vainqueur du concours de dunk : Cedric Ceballos